# Herman Ardiansyah
Herman (Haji) Ardiansyah (ur. 5 grudnia 1951 w Banjarmasinie, zm. 28 października 2017) – indonezyjski szachista, arcymistrz od 1986 roku.

## Kariera szachowa
Od początku lat 70. do końca 90. należał do czołówki indonezyjskich szachistów. Pomiędzy 1970 a 1996 rokiem jedenastokrotnie uczestniczył w szachowych olimpiadach, zdobywając 76 pkt w 144 partiach. Wielokrotnie startował w międzynarodowych turniejach (m.in. w roku 1982 w jednym z najliczniej obsadzonych kołowych turniejów w historii szachów, rozegranym w Surakarcie i Denpasarze, natomiast rok później w memoriale Akiby Rubinsteina w Polanicy-Zdroju). W 1986 roku podzielił I lokatę w Dżakarcie, w 1997 triumfował w Singapurze, natomiast w 2001 podzielił w tym mieście I miejsce (wspólnie z Bùi Vinhem).
Najwyższy ranking w karierze osiągnął 1 lipca 1987 r., z wynikiem 2480 punktów zajmował wówczas 2. miejsce (za Ututem Adianto) wśród indonezyjskich szachistów.